# محمد الغضبان
محمد الغضبان مخرج سينمائي تونسي. له العديد من المسلسلات التلفزيونية التونسية أبرزها فج الرمل وحياة وأماني.

## المسلسلات
- 1995, فج الرمل
- 2005, حياة وأماني

## مواضيع ذات صلة
- قائمة المسلسلات التلفزيونية التونسية